# Герб Деражнянського району
Герб Деражнянського району — офіційний символ Деражнянського району, затверджений 22 грудня 2005 р. рішенням XXII сесії районної ради IV скликання.
Автор проекту — В. Ільїнський.

## Опис
В пурпуровому щиті срібна понижена ялина, супроводжувана згори золотим сонцем і по сторонах срібними дубами. Щит облямований вінком з зеленого дубового листя та золотого колосся пшениці, оповитим синьо-жовтою стрічкою, у клейноді - герб міста Деражні у щитку, облямованому золотим рослинним орнаментом. Під вінком - кетяг калини.
Герб символізує старовинні деревообробні промисли ("дерти кору"), від чого пішла назва поселення.

Автор - В.М.Ільїнський.